# Leucogenes
Leucogenes es un género de plantas con flores perteneciente a la familia de las asteráceas. Comprende 5 especies descritas y de estas, solo 4 aceptadas.

## Taxonomía
El género fue descrito por  Gustave Beauverd  y publicado en Bulletin de la Société Botanique de Genève ser. 2. 2: 241. 1910.

## Especies
A continuación se brinda un listado de las especies del género Leucogenes aceptadas hasta agosto de 2012, ordenadas alfabéticamente. Para cada una se indica el nombre binomial seguido del autor, abreviado según las convenciones y usos.
- Leucogenes grandiceps (Hook.f.) Beauverd
- Leucogenes leontopodium (Hook.f.) Beauverd
- Leucogenes neglecta Molloy
- Leucogenes tarahaoa Molloy